# Johannes Flintoe

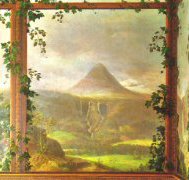
Sala de les aus, al Palau Reial d'Oslo

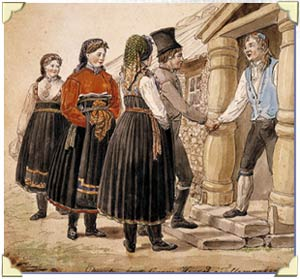
Vestits típics de Gran en Telemark, un exemple dels estudis culturals de Flintoe durant els seus viatges a Noruega

Johannes Flintoe (Copenhaguen, 1786 o 1787 - ib., 1870) fou un pintor danonoruec. És principalment conegut pels seus paisatges i les il·lustracions sobre història danesa i escandinava. Entre les seues obres més conegudes hi ha la Sala de les aus del Palau Reial d'Oslo (1839-1841) i els seus estudis sobre vestits populars.
Estudià en l'Acadèmia d'Art de Copenhaguen fins al 1802, i arriba a Oslo al 1811. Ací fou professor de l'Escola d'Arts i Artesanies entre 1819 i 1851. Després tornà al seu Copenhaguen.
En la història de l'art de Noruega, Flintoe representa la transició de la pintura del segle xviii al nacionalisme romàntic, corrent que floreix en els darrers anys de la seua carrera. Fou mestre d'alguns artistes que serien importants figures d'aquest moviment artístic, com Johan Fredrik Eckersberg, Hans Gude i Hans Hansen. Entre 1819 i 1825 feu viatges per diverses parts de Noruega, com Sogn, Telemark, Hardanger, Valdres i Trøndelag. En aquests viatges pintà paisatges i altres temes d'important valor cultural que il·lustren els vestits folklòrics de Noruega.